# Walter Leslie
Walter hrabě Leslie (německy Walter Reichsgraf von Leslie) (1607, Fetternear House, Aberdeenshire, Skotsko - 4. března 1667, Vídeň) byl původem skotský šlechtic, od roku 1630 sloužil jako nižší důstojník v císařské armádě. Osobně se podílel na vraždě Albrechta z Valdštejna a za odměnu získal majetek v Čechách (Nové Město nad Metují). Během třicetileté války se nadále uplatňoval jako vojevůdce a diplomat. Získal titul hraběte (1648) a v armádě dosáhl nejvyšší hodnosti polního maršála (1650).

## Životopis

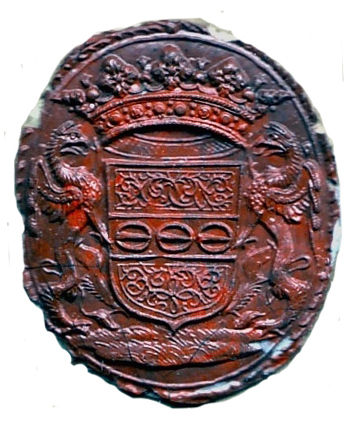
Pečeť Waltera Leslieho, kolem roku 1646

Pocházel ze skotského klanu Leslie. Narodil se jako syn Johna Leslieho, 10. barona z Balquhainu (1546–1622) ze třetího manželství s Joan Erskine, dcerou Sira Alexandra Erskina (1521–1588), barona z Gogaru.

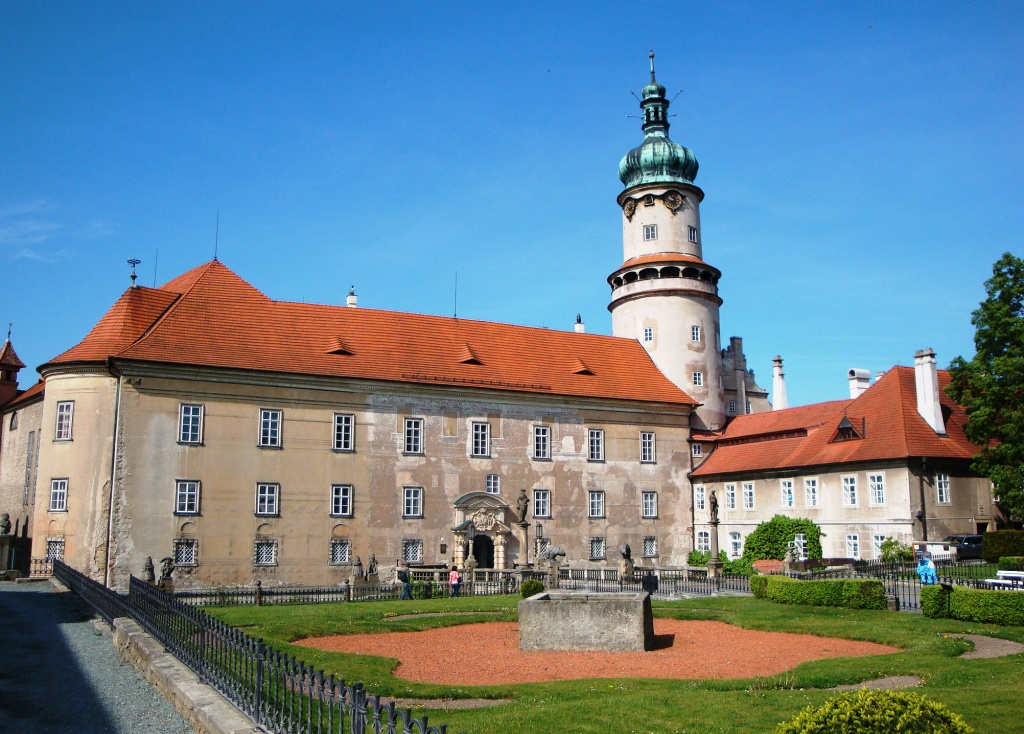
Zámek Nové Město nad Metují, majetek Waltera Leslie od roku 1634

Po majetkovém a společenském úpadku této rodové linie Lesliů hledali potomci Johna Leslie uplatnění v různých armádách v Evropě. Walter následoval v roce 1624 svého staršího bratra Williama do Nizozemí, kde sloužil v anglických jednotkách, později byl důstojníkem švédské armády. V roce 1630 vstoupil do služeb císařské armády a zúčastnil se bojů o mantovské dědictví. V této době se také dostal do blízkého okruhu císaře Ferdinanda II. V roce 1631 vstoupil do armády Albrechta z Valdštejna a stal se podplukovníkem u pěšího pluku generála Adama Erdmana Trčky z Lípy, Valdštejnova švagra. Spolu se svým krajanem Johnem Gordonem se Leslie zúčastnil bitvy u Lützenu. Poté ho Valdštejn pověřil organizováním dodávek střeliva a Leslie pobýval mimo jiné v Praze, Kremži, Plzni a Vídni, kde se mu dařilo sbírat vojenské informace a navázat spojení s císařským dvorem. Tam pravděpodobně také získal informace o určitém napětí mezi dvorem a Valdštejnovým štábem.
Poté, co se Valdštejnovi nepodařilo shromáždit vojska u Prahy, přesunul se ze svého plzeňského velitelství do Chebu. Leslie byl osobně přítomen, když Valdštejn obdržel císařský patent z 24. ledna téhož roku, který nařídil Valdštejnovo sesazení. Leslie byl svědkem jednání, při kterém chtěl Valdštejn přesvědčit své důstojníky, aby se spojili s nepřítelem.
Nato měl Leslie přesvědčit důstojníky Johna Gordona a Waltera Butlera o nutnosti likvidace Valdštejna. Během rozhovoru s Valdštejnem, Adamem Erdmanem Trčkou a Kristiánem z Ilowa se Leslie naoko zdál být otevřený Valdštejnovým plánům, ve stejnou dobu se však s Butlerem již chystali k atentátu. Na večer 25. února pozval velitel města Chebu Gordona na banket v domě starosty na Dolním rynku. Zde došlo k vraždě Albrechta z Valdštejna, zabiti byli i jeho stoupenci Trčka, Ilow a Vilém Kinský. Leslie byl při incidentu zraněn.
Za zásluhy byl Leslie již v dubnu 1634 jmenován plukovníkem a velitelem jednotky o počtu 3000 mužů. V létě 1634 se zúčastnil obléhání Řezna a 5. září 1634 bojoval v bitvě u Nördlingenu. Získal také majetek v Čechách (Nové Město nad Metují) a v roce 1637 byl povýšen na hraběte. Od roku 1636 byl ve stálém kontaktu se dvorem, kde byl příležitostně pověřován vojensko-diplomatickými misemi. Byl informátorem a důvěrníkem Octavia Piccolominiho ve Vídni. V roce 1637 obdržel hodnost generálmajora (respektive generálního polního vachtmistra), podílel se na dalších válečných taženích, v roce 1639 se stal členem dvorské válečné rady a o rok později byl povýšen na polního podmaršála. V roce 1646 byl povýšen do hodnosti polního zbrojmistra a v roce 1650 na polního maršála a jmenován viceprezidentem Dvorní válečné rady.
Na jaře 1645 byl vyslán jako diplomat do Itálie, kde v rámci mírových jednání jednal v Benátkách, Florencii, Neapoli a 21. dubna 1645 obdržel audienci u papeže Inocence X. Ačkoliv jeho aktivity nebyly příliš úspěšné, po návratu k císařskému dvoru byl povýšen do hodnosti polního zbrojmistra (25. října 1645). V závěru třicetileté války vykonal další diplomatické mise do Německa a Itálie. V únoru 1650 byl jmenován viceprezidentem Dvorské válečné rady a k datu 23. srpna 1650 byl povýšen do nejvyšší vojenské hodnosti polního maršála. Jeho další aktivity jsou spojeny s děním v Uhrách a v roce 1661 byl jmenován vrchním velitelem Vojenské hranice. Na jaře 1664 absolvoval další diplomatické cesty do Vatikánu a Neapole, kde měl za úkol získat finanční a vojenskou podporu pro boj s Turky. Z pozice velitele Vojenské hranice měl účast na válce s Osmanskou říší (1663–1664) a vítězné bitvě u sv. Gottharda (1664). Po uzavření Vášvárského míru byl jmenován císařským velvyslancem v Istanbulu (1665–1666). Význam této diplomatické mise dokládá fakt, že Leslie odjel do Turecka v doprovodu 350 osob. Zatímco předchozí a následující diplomaté u Vysoké porty komunikovali v latině, Leslie se zcela výjimečně před sultánem Mehmedem IV. prezentoval v italštině.
Do Vídně se vrátil v únoru 1666, z Turecka si ale přivezl nákazu malárií a na její následky zemřel. Pohřben byl ve vídeňském Skotském kostele.

## Tituly a ocenění
Jako příslušník starého šlechtického rodu byl již v roce 1634 jmenován císařským komorníkem. V návaznosti na zisk majetků v Českém království získal v roce 1636 český inkolát a v roce 1637 byl povýšen na hraběte. V roce 1646 byl přijat mezi zemské stavy ve Štýrsku a na konci třicetileté války dosáhl rozšíření hraběcího titulu pro celou Svatou říši římskou (5. června 1648). V roce 1655 obdržel titul císařského tajného rady. Po založení rodového fideikomisu byla platnost hraběcího titulu potvrzena i pro bratra Alexandra a jeho potomstvo (1662). Po úspěšné diplomatické misi v Istanbulu byl v roce 1665 jmenován rytířem Řádu zlatého rouna. O udělení řádu sám požádal a jeho žádosti císař Leopold I. vyhověl. Dekorován byl při řádové promoci v roce 1665 současně s pozdějším španělským králem Karlem II.

## Majetek

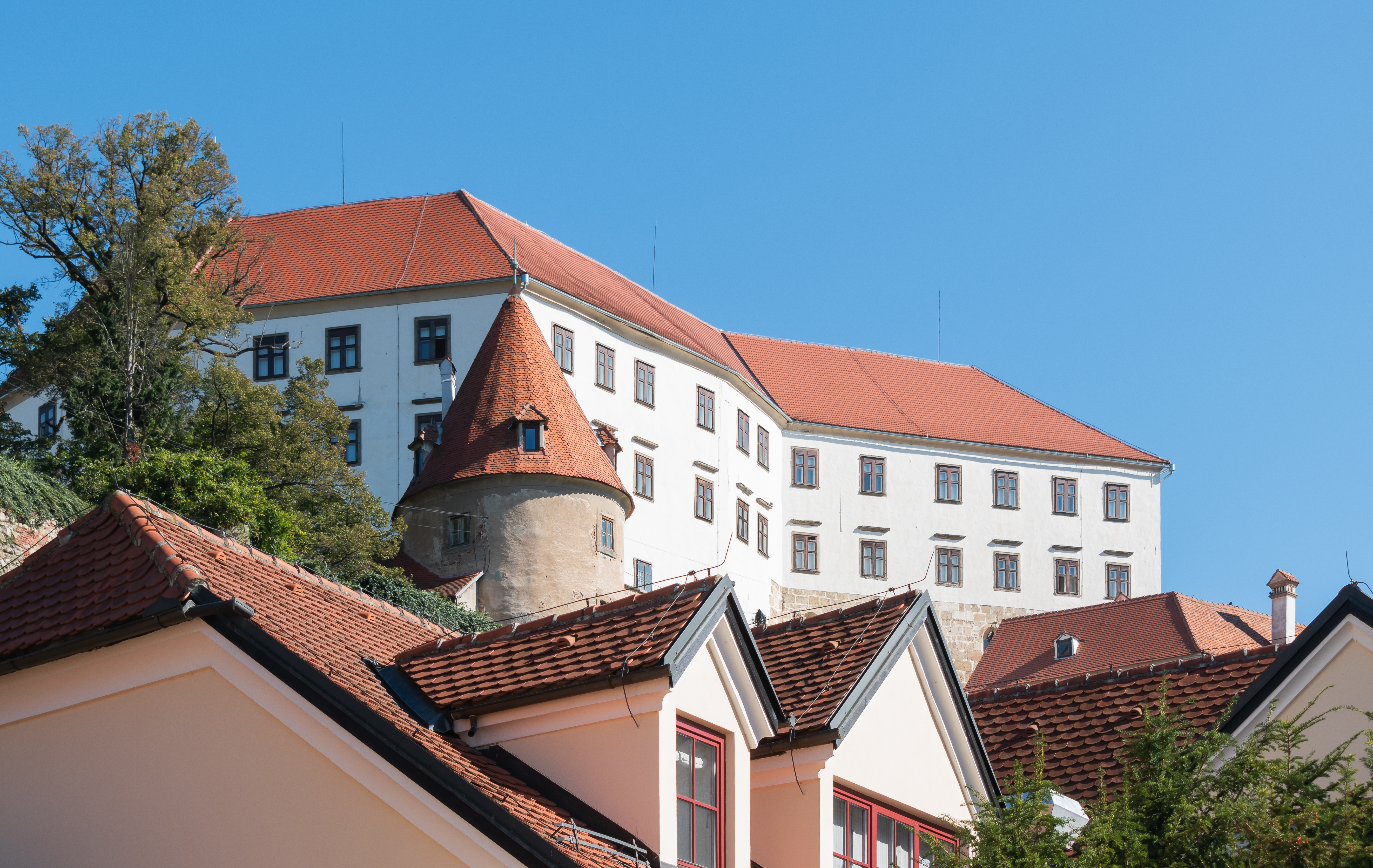
Zámek Ptuj, majetek Waltera Leslie od roku 1656

S ohledem na účast ve spiknutí proti Albrechtovi z Valdštejnova a osobní podíl na jeho vraždě byl Walter Leslie krátce poté bohatě odměněn. V procesu druhé vlny pobělohorských konfiskací získal v červnu 1634 do správy panství Nové Město nad Metují zabavené posmrtně Valdštejnovu spojenci Adamu Erdmannovi Trčkovi z Lípy. K novoměstskému panství patřilo město a zámek Nové Město, 32 vesnic a několik hospodářských dvorů v odhadní ceně 118 975 zlatých. Celý tento majetek získal Leslie v roce 1638 na základě císařské rezoluce do osobního dědičného vlastnictví. I když se jednalo o poměrně velké statky, Lesliův podíl na valdštejnských konfiskacích byl několikanásobně menší ve srovnání s vlivnými císařskými generály, kteří se přitom Valdštejnovy exekuce zúčastnili jen jako vzdálení pozorovatelé (Matyáš Gallas - Frýdlant, Liberec, Rudolf Colloredo - Opočno, Ottavio Piccolomini - Náchod).
Nové Město nad Metují se do budoucna stalo hlavním sídlem rodu Leslieů na více než 150 let. Walter Leslie hned po převzetí majetku zahájil stavební práce doložené v roce 1639, v době švédských vpádů se ale jednalo jen o provizorní opevňovací práce. Až po skončení třicetileté války došlo k rozsáhlé přestavbě novoměstského zámku, která probíhala v letech 1652–1660 za účasti architektů Carla Luraga a Domenica Rosiho. Interiéry zámku byly obohaceny alegorickou malířskou výzdobou sálů s důrazem na propojení rodu Lesliů a Ditrichštejnů. Na přestavbu zámku navazovala úprava zahrady v italském stylu.
Kromě Nového Města nad Metují získal také nemovitosti v Praze (dnešní Thunovský palác).. Díky rodinným vazbám měl zájem o rozšíření rodového majetku ve Štýrsku, kde v roce 1656 zakoupil panství Pettau. Také zde realizoval stavební úpravy v barokním slohu.
Ze svých statků v Čechách a ve Štýrsku vytvořil v roce 1662 s císařským souhlasem rodový fideikomis, který měl přejít na synovce Jakuba a v přesně určené dědické posloupnosti jej nakonec v roce 1802 zdědili Ditrichštejnové.

## Rodina
Walter Leslie byl dvakrát ženatý. Jeho první manželkou byla neznámá baronka Lamboyová, o níž nejsou žádné informace, pravděpodobně to ale byla sestra císařského polního maršála Viléma Lamboye. Walterův druhý sňatek již mířil do nejvyšší aristokratické společnosti habsburské monarchie. Jeho druhou manželkou se 23. dubna 1647 stala hraběnka Anna Františka z Ditrichštejna (1621-1685), dcera císařského nejvyššího hofmistra knížete Maxmiliána z Ditrichštejna (1596-1655) a jeho první manželky Anny Marie z Lichtenštejna (1597–1640). Anna Františka byla dvorní dámou císařovny Marie Anny a po ovdovění žila u místodržitelského dvora v Bruselu, odkud však ovlivňovala sňatkovou politiku rodu Ditrichštejnů a společenský vzestup svých mladších bratrů Ferdinanda Josefa a Filipa Zikmunda. Manželství s Walterem Lesliem zůstalo bez potomstva.
Předurčeným dědicem Walterova majetku byl syn jeho bratra Alexandra (1599–1677), hrabě Jakub Leslie (1636–1692). Jemu strýc Walter zaplatil studijní kavalírskou cestu po Evropě a podporoval synovcovu kariéru v armádě i diplomacii. Jakub Leslie nakonec dosáhl hodnosti císařského polního maršála (1683). Správu panství Nové Město oficiálně převzal v roce 1668.

## Hodnocení
Walter Leslie byl outsiderem ze starého, ale zchudlého rodu ze Skotska. Celoživotně byl stigmatizován jako osobní účastník vraždy Albrechta z Valdštejna, na níž měl osobní podíl jako nižší důstojník. Díky tomu byl bohatě odměněn majetkem v Čechách a nadále postupoval v hodnostech, i když jeho schopnosti jako vojevůdce byly diskutabilní. Dokázal zúročit své vazby na dvůr císaře Ferdinanda II. i jeho nástupců a jeho další kariéra v armádě probíhala také díky přiženění do vlivného rodu Ditrichštejnů. Uplatnil se i jako diplomat, získal titul říšského hraběte a nakonec byl vyznamenán prestižním Řádem zlatého rouna. V Novém Městě nad Metují a v Ptuji podnikl nákladné přestavby nově získaných sídel. Své ambice promítl v interiérech složitě komponovanou ikonografií s důrazem na glorifikaci sebe samotného i příslušníků rodu Habsburků v tehdejších válkách.